# 太平大眼蟹
太平大眼蟹（学名：Macrophthalmus pacificus）为沙蟹科大眼蟹属的动物。分布于日本、萨摩亚岛、婆罗洲岛、澳大利亚、马来亚、印度以及中国大陆的广东等地，常见于海水。